# Wildsauce
Wildsauce (französisch: sauce gibier) ist eine Ableitung der braunen Grundsauce. Wildsaucen werden aus Fleischbrühe oder dem Wildfond hergestellt, der beim Auskochen der Knochen und Parüren (Sehnen und Fleischabschnitte) des Wildbrets anfällt.
Dazu wird noch Selchspeck, Wurzelgemüse, Zwiebeln, Lauch, Bouquet garni, Gewürze (Wacholderbeeren, Koriander- und Pfefferkörner) mitgekocht. Der Wildfond wird mit einer Sauce demi-glace und Rotwein sehr langsam verkocht, abgeschmeckt mit Preiselbeergelee und Senf, abschließend passiert. Sind die Knochen und Parüren gebeitzt (z. B. bei Wildschweinfleisch), kann etwas Beize mitverwendet werden.